# La Loma, Susupuato
La Loma är en ort i Mexiko.   Den ligger i kommunen Susupuato och delstaten Michoacán de Ocampo, i den södra delen av landet, 130 km väster om huvudstaden Mexico City. La Loma ligger 1 656 meter över havet och antalet invånare är 172.
Terrängen runt La Loma är huvudsakligen kuperad, men söderut är den bergig. Runt La Loma är det ganska glesbefolkat, med 36 invånare per kvadratkilometer. Närmaste större samhälle är Ixtapan del Oro, 11,7 km öster om La Loma. I omgivningarna runt La Loma växer huvudsakligen savannskog.